# Соколаре
Сокола̀ре е село в Северозападна България. То се намира в община Бяла Слатина, област Враца.

## География
Соколаре граничи със селата Нивянин, Комарево, Борован и с град Бяла слатина. Селото се намира на 8 km от града в западна посока по шосето за гр. Враца. На север от Соколаре се намира село Търнава.

## История
Селото е доста старо, данни за него се срещат още от времето на траките. Останки от тяхното селище са намерени западно от селото при изкопи за преливник на малък язовир. Керамиката от това селище свидетелства за живот през края на бронзовата и началото на желязната епоха – средата на второто и началото на първото хилядолетие пр.Хр. През цялата желязна епоха траките са имали селище на югозапад от Соколаре в местността Илиевско бранище.
През второто българско царство е основано село Соколаре от селяни със статут на соколари – хора, които отглеждали и дресирали соколи за лов на болярите. От историята на това средновековно селище започва и историята на днешното село. То е заварено от турските завоеватели в края на XIV в. с това име и е съществувало през вековете на робството чак до края на XVIII в. В един османски регистър за доганджии (соколари) от 1564 г. е записано и селото Соколаре като село на доганджии, т.е. селото е запазило своя средновековен статут да отглежда и дресира соколи.
В края на XVIII в. Соколаре е плячкосано от кърджалийски банди и населението му се разбягава. Средновековната църква е опожарен, а останалите от нея камъни са пренесени от помаците в Бяла Слатина за строителство на джамия. Няколко десетилетия селото е пусто, но постепенно забягналите стари родове се завръшат и и основават село със същото име малко на изток от пепелищата на предишното Соколаре.

## Население
Преброяване на населението през 2011 г.
Численост и дял на етническите групи според преброяването на населението през 2011 г.:
|                     | Численост | Дял (в %) |
| Общо                | 580       | 100.00    |
| Българи             | 495       | 85.34     |
| Турци               | 0         | 0.00      |
| Цигани              | 40        | 6.89      |
| Други               | 0         | 0.00      |
| Не се самоопределят | 0         | 0.00      |
| Неотговорили        | 43        | 7.41      |

## Религии
Основна и единствена религия е православното християнство с храм „Св. Димитрий“ с енорийски свещеник Галин Каменов.

## Обществени институции
В селото има детска градина и читалище. Има и църква в центъра на селото. Кооперацията се казва ЗППОК „Единство“. Има поща на центъра. Има и училище, но то е в неизправно състояние.

## Културни и природни забележителности
Има няколко вековни дървета в м. „Училищната градина“ – те са доста стари. Там има и извор, който в определени периоди пресъхва. В центъра на селото е издигнат паметник на загиналите във войните за Отечеството.

## Редовни събития
Празника на селото се празнува на местния събор.

## Личности, починали в Соколаре
- Иван Нивянин (1919 – 1944), български поет-партизанин, починал в землянка в околностите на селото

## Други
Към читалището съществува и хор за стари градски песни с ръководител Марин Митев.